# Флоренс (Мисисипи)
Флоренс (енгл. Florence) град је у америчкој савезној држави Мисисипи.

## Демографија
По попису из 2010. године број становника је 4.141, што је 1.745 (72,8%) становника више него 2000. године.
| Група             | 2000.         | 2010.         |
| Белци             | 2.108 (88,0%) | 3.503 (84,6%) |
| Афроамериканци    | 247 (10,3%)   | 542 (13,1%)   |
| Азијати           | 7 (0,3%)      | 20 (0,5%)     |
| Хиспаноамериканци | 27 (1,1%)     | 46 (1,1%)     |
| Укупно            | 2.396         | 4.141         |